# One Room, Hi Atari Futsū, Tenshi Tsuki.
One Room, Hi Atari Futsū, Tenshi Tsuki. (jap. ワンルーム、日当たり普通、天使つき。 Wan Rūmu, Hiatari Futsū, Tenshi tsuki) ist eine Manga-Serie von Matoba, die seit 2020 in Japan erscheint. Die romantische Komödie dreht sich um einen Oberschüler, dessen zunächst einsames Leben in einer Einraumwohnung durch ein auf die Erde gekommenes Engelsmädchen und schließlich durch immer weitere, oft übernatürliche Mädchen bevölkert wird. 2024 kam eine Umsetzung als Anime-Fernsehserie heraus, die international als Studio Apartment, Good Lighting, Angel Included bekannt wurde.

## Inhalt
Für die Oberschule zog Shintarō Tokumitsu (徳光 森太郎) von seinen Eltern weg und in eine kleine Einzimmerwohnung nahe der Schule. Um sich neben der Unterstützung seiner Eltern etwas dazuzuverdienen, arbeitet er abends nebenbei in einem Restaurant. Eines Morgens findet er auf dem Balkon seiner Wohnung ein schlafendes Mädchen. Auch wenn er ihre Vorstellung als Engel namens Towa zunächst nicht glauben kann, stellt sich bald heraus, dass sie tatsächlich übernatürliche Kräfte hat. So kann sie Flügel ausfahren und damit fliegen. Towa will die Welt der Menschen kennenlernen und hat sich dafür auch belesen, ist aber dennoch sehr naiv. So will Shintarō sie nicht alleine lassen, wobei sie in Gefahr geraten könnte, sondern willigt schließlich ein, dass sie bei ihm wohnen kann. Dass ein so hübsches Mädchen bei ihm einzieht und sich auch noch um ihn kümmert, ist ihm ohnehin sehr unangenehm. Doch die unbedarfte Towa verspricht auch noch, ihn glücklich machen zu wollen.
In ihrer Fürsorge geht Towa jedoch manches Mal zu weit und vergisst immer wieder, dass sie sich den Menschen nicht als Engel offenbaren soll. Doch wenn Shintarō ihre Fürsorge ablehnt, ist sie schnell gekränkt und besorgt. So wundern sich seine Klassenkameraden, dass er plötzlich selbstgemachtes Bentō mitbringt. Besonders sein langjähriger Freund Shūichi Seno und Tsumugi Tsutsumi, die schon lange heimlich in Shintarō verliebt ist. Ihr bemerkt bald Towa, die sich um Shintarō kümmert, und wird eifersüchtig. Bei seinem Nebenjob lernt Shintarō ebenfalls ein Mädchen kennen: Noel Izumi ist erst reserviert, aber die gemeinsame Arbeit bringt die beiden näher zusammen. Schließlich offenbart sie sich ihm durch Zufall als Yuki-onna, die bei Gefühlsausbrüchen Schneestürme verursacht. Doch das schreckt Shintarō nicht ab, der dennoch weiter mit ihr befreundet sein will.

## Veröffentlichungen
Der Manga startete im September 2020 im Magazin Gekkan Shōnen Gangan, in dem er seither in einzelnen Kapiteln erscheint. Der Verlag Square Enix bringt die Serie auch in bisher sieben Sammelbänden heraus. Diese erscheinen bei Yen Press auch auf Englisch.
Eine Umsetzung als Anime wurde im Oktober 2023 angekündigt. Diese entstand bei Studio Okuruto Noboru unter der Regie von Kenta Ōnishi. Die Drehbücher schrieb Shogo Yasukawa. Für das Charakterdesign war Yuya Uetake zuständig und die künstlerische Leitung lag bei Daisuke Negishi. Die 3D-Animationen leitete Yutaka Nakajima und für die Kameraführung war Mutsuki Aoki verantwortlich. Die Tonregie lag bei Nozomi Nakatani.
Die Serie wurde erstmals vom 30. März bis zum 15. Juni 2024 auf der Plattform Crunchyroll international per Streaming veröffentlicht. Zu den zum japanischen Ton möglichen Untertiteln gehörten auch eine deutsche Fassung. Ab dem 6. März 2024 wurde der Anime auch bei den japanischen Fernsehsendern Tokyo MX, BS Nippon, AT-X, Kansai TV, TV Aichi und HTB gezeigt.

### Synchronisation
| Rolle              | japanische Stimme (Seiyū) |
| ------------------ | ------------------------- |
| Shintarō Tokumitsu | Shūichirō Umeda           |
| Towa               | Hikaru Tohno              |
| Noel Izumi         | Saori Ōnishi              |
| Tsumugi Tsutsumi   | Hana Tamegai              |
| Shūichi Seno       | Takeo Ōtsuka              |

### Musik
Die Musik der Serie komponierte Shunsuke Takizawa. Das Vorspannlied ist Kimi Iro no Kiseki von Yui Ogura und der Abspann ist unterlegt mit dem Lied Sunny Canvas von SoundOrion.